# Noi tre (film)
Noi tre è un film del 1984 diretto da Pupi Avati. Il film fu presentato fuori concorso alla 41ª Mostra del cinema di Venezia nel settembre 1984.

## Trama
1770. Il quattordicenne Wolfgang Amadeus Mozart, accompagnato dal padre Leopold, compie un viaggio a Bologna per sostenere un esame all'Accademia dei Filarmonici. I due vengono ospitati nella villa dei conti Pallavicini alla Croce del Biacco. "Amadè", come viene chiamato familiarmente da tutti, studia intensamente per tre mesi, ma è interessato anche alla natura e a tutto ciò che lo circonda: fa amicizia (dopo una iniziale diffidenza) con Giuseppe, figlio del conte, e si innamora di Antonia Leda, una quindicenne che abita nelle vicinanze e di cui anche Giuseppe è innamorato. Anziché odio e rivalità, i due ragazzi sviluppano un sentimento di genuina complicità e Mozart, da sempre considerato un «genio», si troverà improvvisamente a vivere una situazione di normalità, fatta di giochi, di ingenue scoperte e di piccole conquiste: una vita quotidiana che si scontra con il gravoso impegno al quale è costretto dal suo destino di ragazzo-prodigio. 
Questa libertà è destinata però a durare poco: l'esame è ormai prossimo e Mozart, per cercare di sottrarsi alle gigantesche aspettative di tutti, sbaglia volutamente un passaggio durante l'esame, ma in extremis padre Martini corregge l'errore e il tentativo del giovane fallisce miseramente. I Mozart riprenderanno così il loro viaggio.